# Moussa Kargougou
 (août 2017).
Si vous disposez d'ouvrages ou d'articles de référence ou si vous connaissez des sites web de qualité traitant du thème abordé ici, merci de compléter l'article en donnant les références utiles à sa vérifiabilité et en les liant à la section « Notes et références ».
Moussa Kargougou, né le 15 octobre 1926 à Kaya, en Haute-Volta (actuel Burkina Faso) et mort en 1997, est un homme politique burkinabé. 

## Biographie
Issu d'une famille de bouchers (Kargougou), il fait ses études primaires dans sa ville natale (1934-1940) puis à Bobo-Dioulasso après un concours de sélection (1940-1941). Il poursuit ses études à l'École primaire supérieure de Bingerville (1941-1944) d'où il sort avec le certificat d'études primaires supérieures. Admis à l'École normale William-Ponty en 1944, il en sort instituteur en 1947, nanti du Certificat de fin d'études normales et du diplôme de l'École normale William-Ponty. Il termine sa carrière professionnelle comme inspecteur, chef de la circonscription de Ouagadougou no 1 en 1976.
Surnommé le « Karinsaamba » (enseignant en langue mooré) ou le « petit boucher » (surnom donné par ses parents)[réf. nécessaire], il a également exercé une carrière politique à partir de 1957 avec le Rassemblement démocratique africain (RDA). Membre de la section locale territoriale du RDA à Kaya, il assure les fonctions de vice-président, de Secrétaire général adjoint et de membre du bureau politique national de l'UDV/RDA (Union démocratique voltaïque)[réf. nécessaire].
Ainsi, il est élu pour la première fois en 1957 conseiller territorial pour la circonscription électorale de Kaya et occupe d'autres postes électifs à l'échelle nationale. Il a ainsi été élu député à l'Assemblée législative et constituante, député à l'Assemblée nationale de la IIe République (20 décembre 1970 – 8 février 1974) et député indépendant à l'Assemblée nationale (20 décembre 1970 au 7 décembre 1974)[réf. souhaitée]. 
Nommé à plusieurs reprises au sein du gouvernement voltaïque, il assure les fonctions de ministre des Travaux publics, de l'Hydraulique, de l'Urbanisme et des Transports, ministre de l'Enseignement primaire et secondaire, ministre de l'Agriculture et de la Coopération, ministre de l'Intérieur, ministre des Affaires étrangères au sein du gouvernement d'Union nationale (13 janvier 1977), ministre des Affaires étrangères au sein du gouvernement de la IIIe République (24 novembre 1980), ministre de la Justice, Garde des Sceaux. Il fut aussi vice-président du Conseil de gouvernement[réf. souhaitée].
Le 23 décembre 1960, il devient le premier maire de la commune de Kaya à la suite des élections municipales du 4 décembre 1960[réf. nécessaire].
Lauréat au concours d'éloquence des centres culturels de l'AOF tenu à Dakar en juillet 1956 (2e prix), il fut le premier délégué de la Haute-Volta au sein de l'Agence de coopération culturelle et technique. En sa qualité de membre du CALAHV, il a animé plusieurs conférences à l'intérieur et à l'extérieur de la Haute-Volta.
Pour ses nombreux services rendus à la Nation, il fut élevé respectivement commandeur de l'ordre du Mérite voltaïque et commandeur de l'ordre national de Haute-Volta[réf. nécessaire].
Le 17 août 1997, il meurt à l'âge de 71 ans.